# Aéroport de Bahir Dar
L'aéroport de Bahir Dar est situé dans la ville de Bahir Dar en Éthiopie. Doté d'une seule piste en partie goudronnée, cet aéroport est notamment desservi par la compagnie Ethiopian Airlines.

## Situation
| \| 100 km1:14 593 000 \| Jimma Diré Dawa Addis-Abeba Mekele Arba Minch Asosa Aksoum Dar Kombolcha Gambela Gode Gondar Humera Jijiga Kebri Dahar Lalibela Robe Semera Shire |
| 100 km1:14 593 000 |

## Compagnie aérienne et destinations
| Compagnies         | Destinations               |
| ------------------ | -------------------------- |
| Ethiopian Airlines | Addis-Abeba Bole, Lalibela |

Edité le 17/11/2023